# Liechtenstein ai Giochi della XXXI Olimpiade

## Nuoto
| Atleta          | Evento      | Batterie | Batterie   | Semifinali | Semifinali | Finale          | Finale          |
| Atleta          | Evento      | Tempo    | Classifica | Tempo      | Classifica | Tempo           | Classifica      |
| --------------- | ----------- | -------- | ---------- | ---------- | ---------- | --------------- | --------------- |
| Christoph Meier | 400 m misti | 4:19"19  | 22ª        | N.D.       | N.D.       | non qualificato | non qualificato |